# Dillsboro (Indiana)
Dillsboro es un pueblo ubicado en el condado de Dearborn en el estado estadounidense de Indiana. En el Censo de 2010 tenía una población de 1327 habitantes y una densidad poblacional de 512,36 personas por km².

## Geografía
Dillsboro se encuentra ubicado en las coordenadas 39°1′6″N 85°3′31″O / 39.01833, -85.05861. Según la Oficina del Censo de los Estados Unidos, Dillsboro tiene una superficie total de 2.59 km², de la cual 2.59 km² corresponden a tierra firme y (0%) 0 km² es agua.

## Demografía
Según el censo de 2010, había 1327 personas residiendo en Dillsboro. La densidad de población era de 512,36 hab./km². De los 1327 habitantes, Dillsboro estaba compuesto por el 98.57% blancos, el 0.15% eran afroamericanos, el 0.15% eran amerindios, el 0% eran asiáticos, el 0.45% eran isleños del Pacífico, el 0% eran de otras razas y el 0.68% pertenecían a dos o más razas. Del total de la población el 0.23% eran hispanos o latinos de cualquier raza.